# Quinton Flynn
Pour les articles homonymes, voir Flynn.
Quinton Flynn est un acteur et producteur américain né le 10 octobre 1964 à Cleveland, Ohio (États-Unis).

## Filmographie

### Anime Roles
- Bleach - Kon
- Blood+ - Carl/Phantom
- Digimon Savers - Masaru Daimon
- Initial D - Shingo Shoji
- Naruto  - Iruka Umino
- Zatch Bell! - Dr. Riddles, Haru, Victoream, Additional Voices

### comme Acteur
- 1994 : Aladdin (série TV) : Additional Voices (voix)
- 1994 : The Fantastic Four (série TV) : Human Torch / Johnny Storm (II) (1995-1996) (voix)
- 1995 : Timon et Pumbaa (série TV) : Timon (1995) (voix)
- 1996 : The Real Adventures of Jonny Quest (série TV) : Jonathan 'Jonny' Quest (II) (alternating) (1996-1997) (voix)
- 1998 : Initial D (série TV) : Shingo Shoji
- 1999 : Xyber 9: New Dawn (série TV) : Mick
- 1999 : Mickey Mania (série TV) : Mickey Mouse (voix)
- 1999 : Sonic le rebelle ("Sonic Underground") (série TV) : Additional Voices (voix)
- 2001 : The Christopher Walken Ecstatic Dance Academy : Christopher Walken
- 2002 : Sick 'n' Tired in Bug Bite! (TV) : Sick, Mosquito
- 2002 : A Hard Day's Day : Paul McCartney
- 2003 : My Dinner with Jimi : Paul McCartney
- 2003 : Stuart Little: The Animated Series (série TV) (voix)
- 2003 : My Life as a Teenage Robot (série TV) : Sheldon Lee / Don Prima (voix)
- 2004 : Final Fantasy VII: Advent Children : Reno (voix)
- 2004 : Natalie Wood : Le Prix de la gloire téléfilm de Peter Bogdanovich :  James Dean V.O. (voix)
- 2005 : Geppetto's Secret : Airon the pump (voix)
- 2005 : The Golden Blaze (vidéo) : French Waiter / Kid 3 / Goon Boy 2 (voix)

### comme Producteur
- 2002 : A Hard Day's Day

## Jeux vidéo
- 2016: League of Legends : Jhin
- 2013 : Metal Gear Rising: Revengeance : Raiden
- 2012 : Kingdom Hearts 3D : Dream Drop Distance : Lea
- 2010 : Sonic Colours (Nintendo DS) : Silver the Hedgehog
- 2010 : Kingdom Hearts : Birth By Sleep : Lea
- 2009 : InFamous : Photographe
- 2008: World Of warcraft: Kael'thas Haut Soleil (VO)
- 2008 : No More Heroes (voix) : Henry
- 2008 : Metal Gear Solid 4: Guns of the Patriots : Raiden
- 2008 : Crisis Core : Final Fantasy VII : Reno
- 2006 : Kingdom Hearts 2 : Axel
- 2002 : Final Fantasy X : Isaaru
- 2001 : Metal Gear Solid 2: Sons of Liberty : Raiden